# Giuseppe Francesco de Varax
Giuseppe Francesco de La Palud de Varax Conte di Châtel (Grésy-sur-Aix, 30 agosto 1746 – Torino, 5 gennaio 1830) è stato un generale e politico italiano, ufficiale veterano delle guerre napoleoniche, dopo la restaurazione, nel 1814 rientrò in servizio nell'Armata Sarda, e fu insignito da re Carlo Felice del Collare dell'Ordine supremo della Santissima Annunziata.

## Biografia
Nacque nel castello di Locha, a Grésy-sur-Aix, il 30 agosto 1746, figlio di Giuseppe ed Thérèse de Mouxy de Loche. Nel 1758 divenne Paggio d'Onore di re Carlo Emanuele III, arruolatosi nell'Armata Sarda ed iniziando la sua carriera militare. Nel 1763, con la salita al trono di Vittorio Amedeo III, fu nominato alfiere del Reggimento "di Savoia", venendo promosso tenente nel 1769, capitano nel 1781, maggiore di battaglione nel 1789, e il 26 marzo 1791, con il grado di tenente colonnello, divenne comandante della città e provincia di Carouge. Il 20 marzo 1792 fu nominato tenente colonnello effettivo di fanteria ed aiutante generale del dipartimento di fanteria. Dopo la ritirata dalle forze piemontesi dalla Savoia, in seguito all'esito negativo della prima fase della guerra delle Alpi, gli furono confermate tutte le prerogative fissati per i tenenti colonnelli di fanteria. A causa dell'annessione alla Francia della Savoia fu messo nella lista degli emigrati, e tutti i suoi beni gli vennero confiscati e messi all'asta per la somma di 29.182 lire.
Tenente colonnello del Reggimento "di Savoia", e aiutante di campo dell'Armata di Susa, il 31 maggio 1794 venne nominato comandante del Reggimento "Granatieri" composto dal IV e V Battaglione. Il 13 aprile 1795 venne nominato colonnello comandante dello stesso reggimento. Il 19 aprile 1796, con il suo reggimento unitamente al I Battaglione del Reggimento "di Savoia" contrattaccò a San Michele le truppe francesi comandate dal generale Fiorella respingendole oltre il fiume Corsaglia. Per questo fatto il generale barone Michelangelo Alessandro Colli-Marchini, comandante dell'armata sarda, lo fece insignire sul campo della Croce di Cavaliere dell'Ordine dei Santi Maurizio e Lazzaro e il 14 dicembre dello stesso anno assunse il comando provvisorio della città e provincia di Saluzzo.  Il 24 novembre 1798 venne nominato colonnello comandante del Reggimento "di Lombardia", e il 4 febbraio 1799, nominato dal governo repubblicano piemontese comandante della II Mezza brigata di linea franco-piemontese in Toscana, chiese ed ottenne dal generale Emmanuel de Grouchy, di essere dispensato dal servizio il 20 luglio 1799. Imbarcatosi a Livorno raggiunse i sovrani in Sardegna. 
Il 18 giugno 1806 assunse l'incarico di comandante di Carloforte, dell'isola di Sant'Antioco e luoghi limitrofi, il 9 febbraio 1807 comandante la colonna mobile di Cagliari. Il 26 marzo 1808 fu nominato governatore di Sassari, e venne promosso maggior generale il 31 ottobre dello stesso anno. Comandante la Divisione del Centro il 2 febbraio 1809, assunse il comando dei "Cacciatori di Savoia" il 21 aprile 1810. Il 20 giugno 1812 fu insignito della Gran Croce dell'Ordine dei Santi Maurizio e Lazzaro.
Dopo la restaurazione 2 gennaio 1815, promosso luogotenente generale di fanteria, divenne governatore di Asti, e il 29 gennaio 1816 governatore e comandante generale di Alessandria. In quell'anno fu ministro plenipotenziario nella Confederazione Elvetica, e nell'aprile 1817 fu elevato al rango di generale d'armata. Fu lui a portare avanti le trattative per il matrimonio tra la principessa Maria Teresa di Savoia e il duca Carlo Luigi di Borbone principe ereditario di Lucca. Il 15 agosto 1820 re Vittorio Emanuele I lo insignì del Collare dell'Ordine supremo della Santissima Annunziata. Durante i moti rivoluzionati del 1821, il 12 marzo, messosi al comando della Brigata Savoia, si ritirò a Torino e poi a Novara.  Fu quindi Presidente della delegazione mista che doveva giudicare i militari costituzionali (26 aprile 1821). Il 19 giugno 1824 venne posto a riposo con una pensione di 15.000 lire piemontesi. Si spense a Torino il 5 gennaio 1830, e la sua salma venne tumulata nella Certosa reale di Collegno.

### Fonti
1. 1 2 3 4 5 6 7 8 9  Ilari, Shama 2008, p. 287.
2. 1 2 3 4 5 6  Lo Faso di Serradifalco 2010, p. 3.
3. 1 2 3  Lo Faso di Serradifalco 2016, p. 446.
4. 1 2 3 4 5  Lo Faso di Serradifalco 2016, p. 447.
5. 1 2 3 4 5  Lo Faso di Serradifalco 2010, p. 4.